# 中郡町
中郡町（なかごおりちょう）は静岡県浜松市中央区の町名。丁番を持たない単独町名である。住居表示未実施。

## 地理
浜松市中央区及び積志地区の北東部に位置する。東で笠井新田町、西で積志町及び西ケ崎町、南で大島町、北で浜名区中条と接する。

### 河川
- 安間川

### 学区
小学校・中学校の学区は以下の通りである。
- 浜松市立中郡小学校
- 浜松市立中郡中学校

## 歴史

### 沿革
- 1889年（明治22年）4月1日 - 町村制の施行により、長上郡万斛（まんごく）村・橋爪村が周辺の村と合併して長上郡万斛村となる[WEB 8]。旧村名は万斛村の大字として残る[書籍 1]。
- 1891年（明治24年）6月12日 - 万斛村が中郡村に改称。
- 1896年（明治29年）4月1日 - 郡制の施行により、中郡村の所属郡が浜名郡に変更となる。
- 1908年（明治41年）1月1日 - 有玉村、中郡村及び小野田村大字半田を合併して積志村が発足する。
- 1957年（昭和32年）10月1日 - 積志村が浜松市に編入される。
- 1958年（昭和33年） - 大字万斛と大字橋爪の各一部が統合して中郡町へ住所表記を変更する[WEB 9]。
- 1973年（昭和48年）4月1日 - 浜松市立積志小学校より分離独立し、浜松市立中郡小学校が開校する。
- 1980年（昭和55年）4月1日 - 浜松市立積志中学校から分離独立し、浜松市立中郡中学校が開校する。
- 2007年（平成19年）4月1日 - 浜松市が政令指定都市となる。中郡町は東区の一部となる。
- 2024年（令和6年）1月1日 - 浜松市の行政区再編により、中郡町は中央区の一部となる。

## 施設
- 浜松市立万斛（まんごく）幼稚園
- 社会福祉法人みんなの森福祉会どんぐり保育園
- 浜松市立中郡小学校
- 浜松市立中郡中学校
- 静岡県西部家畜保健衛生所
- 浜松市ふれあい交流センター竜西
- 遠州うなぎ 本社
- カワイハイパーウッド中郡事業所（河合楽器製作所グループ）
- 杏林堂ドラッグストア中郡店
- 臨済宗方広寺派法雨山甘露寺
- 臨済宗方広寺派萬樹山大龍寺
- 曹洞宗白巖山慶福寺
- 六社神社

## 交通

### 道路
- 静岡県道65号浜松環状線
- 静岡県道296号熊小松天竜川停車場線（二俣街道（カワイハイパーウッド中郡事業所西の交差点より北の区間）、橋羽往還（カワイハイパーウッド中郡事業所西の交差点より南の区間））

## その他

### 警察
警察の管轄区域は以下の通りである。
| 番・番地等 | 警察署       | 交番・駐在所 |
| ---------- | ------------ | ------------ |
| 全域       | 浜松東警察署 | 積志交番     |

### 消防
消防の管轄区域は以下の通りである。
| 番・番地等 | 消防署   | 本署/出張所 |
| ---------- | -------- | ----------- |
| 全域       | 東消防署 | 有玉出張所  |

### 書籍
1. ↑  『浜松市史 三』浜松市役所、1980年3月26日、176頁。

### WEB
1. ↑  “h02_22.csv”.   総務省 (2022年2月10日). 2024年6月25日閲覧。
2. ↑  “chuouku_menseki.xlsx”.   浜松市 (2024年3月12日). 2024年6月25日閲覧。
3. ↑  “静岡県 浜松市中央区 中郡町の郵便番号 - 日本郵便”.   日本郵便. 2025年2月15日閲覧。
4. ↑  “市外局番の一覧”.   総務省 (2022年3月1日). 2024年6月25日閲覧。
5. ↑  “事業所案内及び管轄地域（事務所3件、分室3件）”.   一般社団法人静岡県自動車会議所. 2024年6月25日閲覧。
6. ↑  “住居表示実施状況”.   浜松市 (2024年1月4日). 2024年6月25日閲覧。
7. ↑  “学校名から探す／浜松市”.   浜松市 (2024年1月1日). 2024年6月25日閲覧。
8. ↑  “historyofcities.pdf”.   静岡県総務部合併推進室・財団法人静岡県市町村振興協会. 2024年9月24日閲覧。
9. ↑  “解説ページ”.   株式会社エア. 2024年10月8日閲覧。
10. ↑  “積志交番｜静岡県警察”.   静岡県警察 (2024年1月1日). 2024年6月25日閲覧。
11. ↑  “消防署の町別管轄「な」／浜松市”.   浜松市 (2023年4月3日). 2024年6月25日閲覧。